# Singer 14
Der Singer 14 war ein Mittelklassewagen, den Singer nur im Jahre 1933 baute.
Der Wagen hatte einen Sechszylinder-Reihenmotor mit 1611 cm³ Hubraum (Bohrung × Hub = 60 mm × 95 mm). Der Motor hatte eine obenliegende Nockenwelle. Der Wagen hatte vorne und hinten je eine Starrachse, die an halbelliptischen Blattfedern aufgehängt war. Er erreichte eine Höchstgeschwindigkeit von 101 km/h.
Der Singer 14 war als Tourenwagen oder Limousine erhältlich.
Noch im Jahr seines Erscheinens wurde der 14 ohne Nachfolger eingestellt.